# 兵庫県立農業高等学校
兵庫県立農業高等学校（ひょうごけんりつのうぎょうこうとうがっこう）は、兵庫県加古川市平岡町新在家に位置する公立農業高等学校。通称「県農（ケンノウ）」。
加古川市内の高校では唯一の定時制課程がある。

## 概要
創設100年以上の歴史を持ち、農業・園芸・動物科学・食品科学・農業環境工学・造園・生物工学の7学科があり、三年次にさらに三つの類型のいずれかを履修する（後述する学科名の後ろのアルファベットは略称）。
※園芸科のみ2年生から類型を履修する。
学科
- 1クラスは学科の定員40人。
- 農業科・園芸科のみ1997年から同時入試の形を取り、進級時に選択制を敷いていた。このため、一年次は「農業園芸科」として合同2学級（略称はAH1・AH2）となり、二年進級時に農業科・園芸科へ分科となっていた。※現在(2024年時点)、同時入試の形は廃止され、1年次から農業科·園芸科に分けられている。
- 学科の途中変更は希望すれば可能。しかし各学科の独自科目があるため再履修が発生する場合がある。
- 夜間定時制課程を併置している。修了年限4年。ただし、三修制課程を選択すれば3年で卒業することが可能。

同窓会
- 組織名は「社団法人錦江会」。名称の由来は、明石城の別名が錦江城であった為で、現在地である加古川への移転前の明石城内時代の名残。明石公園内に「県農発祥の地」と銘打った石碑がある。

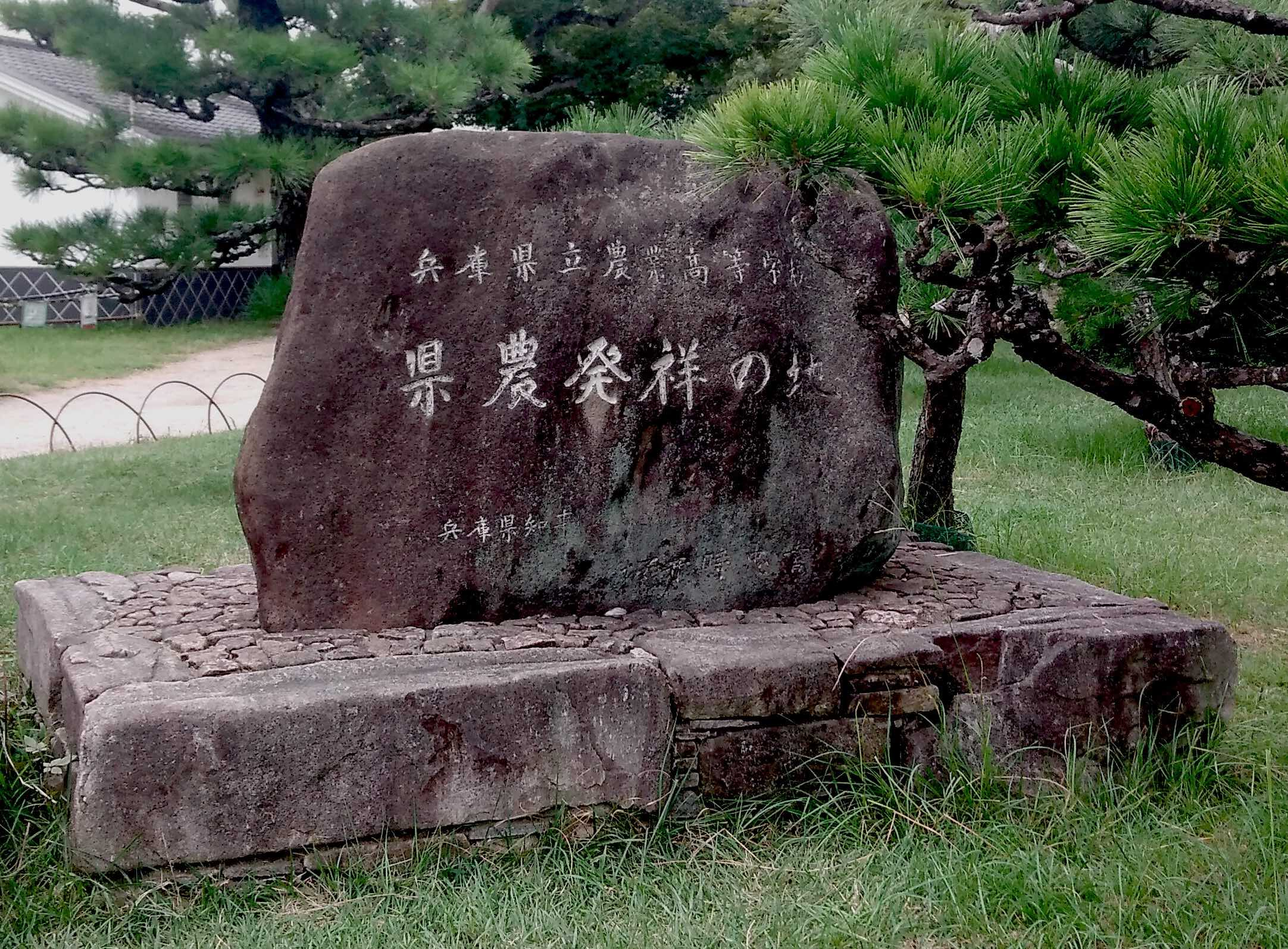
明石公園内にある当校発祥の碑

- なお鹿児島県の錦江湾とは全く関係は無い。

## 沿革
- 1897年 4月1日 兵庫県簡易農学校として明石城址御料地（現在の明石公園）内に於いて創立。
- 1899年 4月1日 兵庫県農学校と改称し、甲種に昇格。
- 1901年 4月30日 校名を兵庫県立農学校に改称。
- 1922年 4月1日 校舎を現在地に移転（加古郡平岡村新在家：当時）。同所は1920年に多木久米次郎が設立した私立別府中学校[注 1]だったが、農業高校のために県に寄付された。
- 1934年 4月1日 本科を農業科と園芸科とに分ける。
- 1940年 4月1日 獣医畜産科を設置。
- 1946年 4月1日 獣医畜産科を畜産科に改称。
- 1948年 4月1日　戦後の学制改革により校名を兵庫県農業高等学校に改称。
- 1948年 10月1日 定時制課程を設置する。
- 1948年 11月15日 阿弥陀分校開設。
- 1949年 4月25日 志方分校が志方中学校に併設で開設[3]。母里分校開設。
- 1951年 4月1日 兵庫農業短期大学附属高等学校に改称。
- 1954年 2月1日 志方分校が独立校舎となる[3]。
- 1956年 4月1日 兵庫農科大学短期大学部附属高等学校に改称。
- 1957年 4月1日 兵庫農科大学短期大学部廃止に伴い現校名に改称。母里分校を稲美分校と改称。
- 1960年 4月1日 阿弥陀分校生徒募集停止。
- 1963年 3月30日 阿弥陀分校廃校。
- 1965年 4月1日 定時制課程の学科を普通科に移行。
- 1975年 1月13日 稲美分校生徒募集停止。
- 1975年 4月1日 稲美分校第2学年第3学年生徒を本校に統合。
- 1976年 3月31日 稲美分校廃校。
- 1978年 4月1日 志方分校生徒募集停止[3]。
- 1980年 3月31日 志方分校廃校[3]。
- 1991年 3月 兵庫県立農業高校入試改ざん事件発生。
- 1997年 11月20日 創立100周年記念式典を挙行。
- 2008年 4月1日 定時制課程にて三修制を開始。
- 2015年 4月1日 定時制課程の三修制を完全実施。
- 2013年 8月22日 ニュージーランド フレイザー高校とのパートナーシップ協定締結。
- 2014年 11月22日 皇太子殿下行啓(現在の天皇陛下)。

## 校木
- 泰山木（タイサンボク）

その容姿から「賢固な心」「明日へのたくましい生命力」といった想いを、県農の象徴として込められている。

## 設置学科・類型（専攻）
各学科の詳細についてはこちらを参照。
【全日制課程】
- 農業科 A （Agriculturalから）
  - 作物・機械類型
  - 露地野菜類型

- 園芸科 H （Horticultureから）
  - 施設野菜類型
  - 草花類型
  - 果樹類型

- 動物科学科 Z （Zootechnicalから）　
  - 家畜飼養類型
  - 家畜繁殖類型
  - 畜産利用類型

- 食品科学科 C （FoodChemistryから）
  - 食品環境調査類型
  - 食品製造流通類型
  - 食品製造機器類型

- 農業環境工学科 E （Engineeringから）
  - 農業土木施工類型
  - 農業土木設計類型
  - 農村計画類型

- 造園科 G （Gardeningから）
  - 環境マネジメント類型
  - 都市プランニング類型
  - 造園スペシャリスト類型

- 生物工学科 B （Biotechnologyから）
  - 植物利用類型
  - 微生物類型
  - バイオマス類型

【定時制課程】（募集定員80名）
- 普通科（3年で卒業可能な三修制課程が設置されている）

　※2時限目と3時限目の間にパンと牛乳の補食給食が実施されている。

## 文化祭（県農祭）
高校の文化祭ながら付近住民を中心に毎年1万人前後が訪れ、開場前から校門前は訪問者で賑わう。
かつて行われていた収穫祭を盛り込んだ文化祭「県農祭」では以下の様な催しが実施される。
- 県農祭に向けて作られた作物(米、大根、白菜、焼き芋など)、園芸品（鉢植え、盆栽など）の即売
- 食料品（鶏卵、肉類、乳製品など）の即売
- 各学科・専攻過程の課題研究発表および情報展示
- 部活動ごとの出し物（但し、前述の各学科課題研究発表があるため普通高校程の規模ではない）
- 農業クラブ役員主催による作物・食料品のチャリティオークション。生徒会によるチャリティコンサート

## 著名な出身者
※ 五十音順
- 足立正夫（元高砂市長）
- 池畑浩太朗（衆議院議員）
- 大原義治（元三木市長）
- 加古房夫（元三木市長）
- 木戸美摸（元プロ野球選手＝読売ジャイアンツ）
- コトリッチ（写真家）
- 都倉達殊（高砂市長）
- 豊来家大治朗(太神楽曲芸師)

## その他
- 創立当時の学科は、「土壌排水灌漑及び肥料、耕種（環在の米・麦を指す）園芸及び森林、養畜、水産、農業経済、農産製造、算術、物理科学、博物科、農業実習、備考として修身は各学科教授の際、臨機此れを授く。農業簿記は算術科に、害虫は博物科に、気象は物理科に付帯して其の大要を授く。」と在る。
- 創設当時の生徒定員数は120名。同校100年史に依ると当時の就業年限は2年。受験資格は年齢14歳以上の男子で、卒業後は農業に従事する尋常科を卒業又は此れと同等以上の学力を有する者（当時の尋常科は現在の小学校で4年制）となっていた。
- 戦前の修学旅行では、当時大日本帝國領内であった朝鮮・台湾、また実質植民地統制下であった満州帝国にも行っている。
- 現在地の校舎移転時には多木化学の創設者・多木粂次郎が積極的に寄贈などを行い、功労者とされている。
- 吹奏楽部は2001年度県代表として関西大会へ出場し優秀賞・きらめき賞を受賞した。
- 1991年3月20日、入学試験において答案の改竄事件が発覚[4]。当事件は、司馬遼太郎の著作風塵抄に「胸の中」として収録されている[5]。
- 学生食堂のメニューにかつめしがある。